# Концерт для фортепіано з оркестром № 26 (Моцарт)
Концерт для фортепіано з оркестром № 26 ре мажор (KV 537) Вольфганга Амадея Моцарта написаний 1788 року.
Складається з трьох частин:
1. Allegro
2. Larghetto
3. Allegretto